# 신선호 (기업인)
신선호(申善浩, 1947년 6월 6일~)는 대한민국의 기업인이다. 1975년 6월 17일, 고등학생 동창들과 함께 율산실업이 설립했으며 이후 율산그룹의 회장직을 지냈다. 2000년부터는 센트럴시티 회장을 맡았다.